# Elecciones estatales de Hamburgo de junio de 1982
El 6 de junio de 1982, la elección de la décima legislatura del Parlamento de Hamburgo tuvo lugar. Se eligieron 120 mandatos. Tuvo una participación del 76,6%.
Hamburgo había sido desde la elección estatal en 1978 gobernado por un gobierno en mayoría del SPD, primero bajo el alcalde Hans-Ulrich Klose y desde el 24 de junio de 1981 bajo el alcalde Klaus von Dohnanyi, quien se presentó a la reelección en esta elección. La oposición, la CDU, proclamó a Walther Leisler Kiep como su principal candidato. El FDP postuló a Klaus Brunnstein y el GAL a Thea Bock y Thomas Ebermann.
La CDU fue el partido más fuerte con 56 escaños. El SPD ganó 55 escaños y el GAL 9. El FDP no pudo entrar en el parlamento con un 4,9%. Por primera vez en una elección estatal alemana se dio que el partido más fuerte (en este caso, la CDU) no podía formar una coalición con otro partido para alcanzar la mayoría de escaños y formar un gobierno, ya que ninguno de los partidos accedió. El SPD negoció con el GAL sobre una posible coalición, para formar un gobierno en minoría tolerada. Estas negociaciones también fracasaron, por lo que en diciembre de 1982 se convocó a nuevas elecciones.

## Resultados
Los resultados fueron:
| Partido | Partido                  | Votos   | %       | Escaños |
| ------- | ------------------------ | ------- | ------- | ------- |
|         | CDU                      | 413.361 | 43,2 %  | 56      |
|         | SPD                      | 408.261 | 42,7 %  | 55      |
|         | GAL                      | 73.404  | 7,7 %   | 9       |
|         | FDP                      | 46.364  | 4,9 %   | –       |
|         | HLA                      | 6.221   | 0,7 %   | –       |
|         | DKP                      | 5.588   | 0,6 %   | –       |
|         | ÖDP                      | 1.666   | 0,2 %   | –       |
|         | KPD/ML                   | 716     | 0,1 %   | –       |
|         | EFP                      | 146     | <0,1 %  | –       |
|         | Bürgerpartei/Umweltunion | 138     | <0,1 %  | –       |
| Total   | Total                    | 955.867 | 100,0 % | 120     |